# Parmelinopsis subfatiscens
Parmelinopsis subfatiscens är en lavart som först beskrevs av Kurok., och fick sitt nu gällande namn av Elix & Hale. Parmelinopsis subfatiscens ingår i släktet Parmelinopsis och familjen Parmeliaceae.   Inga underarter finns listade i Catalogue of Life.